# Notagogus
Notagogus es un género extinto de peces osteíctios prehistóricos de la familia Macrosemiidae, del orden Macrosemiiformes. Este género marino fue descrito científicamente por Louis Agassiz en 1843.

## Especies
Clasificación del género Notagogus:
- † Notagogus Agassiz 1843
  - † Notagogus decoratus
  - † Notagogus denticulatus
  - † Notagogus ferreri
  - † Notagogus gracilis
  - † Notagogus helenae
  - † Notagogus inimontis
  - † Notagogus margaritae[5]
  - † Notagogus minutus[6]
  - † Notagogus novomundi
  - † Notagogus parvus
  - † Notagogus pentlandi